# Заалюк
Заалюк (дарижа زعلوك; zaalouk) — популярное блюдо марокканской кухни, салат или закуска из баклажанов, напоминающая баклажанную икру. Основные ингредиенты заалюк — запечённые на открытом огне или в духовке баклажаны, помидоры и сладкий перец, в дальнейшем они измельчаются, соединяются и тушатся на медленном огне на оливковом масле. В заалюк также добавляют чеснок, зелень петрушки, кинзу, паприку, перец кайенский молотый, семена тмина, перец чёрный молотый, сахар, сок лимона, соль. Может подаваться как в холодном, так и в горячем виде.